# Lijst van voetbalinterlands Andorra - Faeröer (vrouwen)
Deze lijst van voetbalinterlands is een overzicht van alle officiële voetbalinterlands tussen de nationale vrouwenteams van Andorra en de Faeröer. De landen hebben tot nu toe vijf keer tegen elkaar gespeeld.

## Wedstrijden
| № | Plaats           | Datum        | Competitie           | Wedstrijd         | Uitslag |
| - | ---------------- | ------------ | -------------------- | ----------------- | ------- |
| 1 | Ħamrun           | 6 april 2015 | EK 2017 kwalificatie | Faeröer − Andorra | 8 − 0   |
| 2 | Klaksvík         | 25 juni 2022 | Vriendschappelijk    | Faeröer − Andorra | 3 − 1   |
| 3 | Tórshavn         | 28 juni 2022 | Vriendschappelijk    | Faeröer − Andorra | 1 − 0   |
| 4 | Tórshavn         | 31 mei 2024  | EK 2025 kwalificatie | Faeröer − Andorra | 4 − 0   |
| 5 | Andorra la Vella | 16 juli 2024 | EK 2025 kwalificatie | Andorra − Faeröer | 0 − 4   |

## Samenvatting
| Competitie        | Totaal gespeeld | Winst Andorra | Gelijk | Winst Faeröer | Doelsaldo Andorra – Faeröer |
| ----------------- | --------------- | ------------- | ------ | ------------- | --------------------------- |
| EK kwalificatie   | 3               | 0             | 0      | 3             | 0 − 16                      |
| Vriendschappelijk | 2               | 0             | 0      | 2             | 1 − 4                       |
| Totaal            | 5               | 0             | 0      | 5             | 1 − 20                      |